# Hélène Merlin
Pour les articles homonymes, voir Hélène Merlin-Kajman et Merlin.
Hélène Merlin est une comédienne, journaliste reporter d'images et réalisatrice, née le le 15 mai 1982 à Angers (Maine-et-Loire). Elle est attirée par de multiples domaines artistiques. Elle est comédienne au théâtre et au cinéma ; scénariste, réalisatrice et vidéaste, pour le cinéma et le web..

## Biographie

### Jeunesse et formation
Hélène Merlin naît le 15 mai 1982 à Angers, en Maine-et-Loire. Elle est la benjamine d'une famille de quatre enfants dont trois filles. Elle grandit dans les Pays de la Loire auprès d'une mère au foyer et d'un père ancien militaire. Elle passe quelques années dans le pensionnat de la légion d'honneurpendant ses années collège. 
Elle arrive à Paris, à l'âge de vingt ans, et est baby-sitter pendant plusieurs années pour la famille du musicien français Nicola Sirkis. 

### Carrière culturelle
En 2001, Hélène Merlin fait ses débuts de comédienne au théâtre. 
Après une licence de lettres et un parcours en médiation culturelle en 2009, Hélène Merlin travaille pour France Musique, puis devient chroniqueuse culture sur Mouv’,. En 2016, elle quitte Radio France. Elle crée et anime ensuite à la Maison de la Radio, des ateliers radio auprès d’enfants et adolescents. Parallèlement, elle s'engage auprès de l'association Ticket For Change pour accompagner des entrepreneurs à développer des projets dans l'économie sociale et solidaire. 
Entre 2010 et 2013 elle réalise la web série En voiture Simone ainsi que des films institutionnels. Son court-métrage Un commencement est primé au Great Lakes International Film Festival dans la catégorie « expérimental ». 
Après avoir passé un an à l'école de cinéma la Fémis à étudier l'écriture scénaristique, elle termine l'écriture du scénario du long-métrage Cavale, renommé par la suite Cassandre, en 2018,,,. Le scénario est sélectionné par Mubi sur la liste des meilleurs scénarios de femmes au Festival de Cannes 2022, au Forum des Auteurs du Festival International des Scénaristes de Valence 2018, ainsi qu'à la 21e résidence cinéma d’Émergence 2019. Le tournage du film a lieu à l'automne 2023 avec notamment Zabou Breitman, Éric Ruf et Guillaume Gouix. Il sort au cinéma le 2 avril 2025 en France,.  

## Filmographie

### Actrice

#### Courts métrages
- 2003 : La Mante-religieuse de Yoann de Montgrand
- 2004 : La Chambre aveugle de Julien Hilmoine
- 2005 : Poison d'avril de[Qui ?]
- 2007 : Dimanche de Céline Guenot
- 2007 Accident sur la voie ferrée de Cisko K.
- 2011 : Par-delà les plaines de Sébastien Goepfert
- 2011 La passagère d'Eva Sehet
- 2013 : Waterproof de Sophie Galibert
- 2023 The Tour de John Mut
- 2014 : Un Commencement d'elle-même[13]
- 2025 : Les Terres amoureuses de Julien Hilmoine

### Réalisatrice et scénariste

#### Long métrage
- 2025 : Cassandre

#### Court métrage
- 2014 : Un Commencement, autoproduit[13].

#### Web-série
- 2010 - 2014 : En voiture Simone[5].

### Vidéaste
- 2020 : Speculum de Delphine Biard, Flore Grimaud et Caroline Sahuquet[14].

## Spectacle vivant
- 2001 : Le Cirque magique, comédie musicale pour enfants
- 2002 : Une vie dans chaque serrure de Hélène Merlin
- 2004 : Le Café des jours heureux de Johana Boyé[15]
- 2005 : Le Procès de Dorian Gray de Franck Levis[14]
- 2006 : Mime - Don Giovanni - mise en scène de Michael Haneke[16]
- 2014 : Parlez-moi d'amour

## Distinctions
- 2002 : prix du Public au festival de Koszalin, pour la mise en scène d’Une vie dans chaque serrure[17].
- 2006 : prix du Meilleur Espoir Féminin dans un court-métrage au Festival Jean Carmet de Moulins, pour son interprétation dans Poison d'avril de Jimmy Bemon produit par Butterfly Production[5].
- 2014 : lauréate du Great Lakes Film Festival (USA) dans la section expérimentale pour Un commencement[18].
- 2024 : prix du jury jeune du festival QIFF de Quimper pour Cassandre[19].